# María Teresa Ferrari
María Teresa Ferrari de Gaudino (Buenos Aires, 11 d'octubre de 1887 - 30 d'octubre de 1956) fou una educadora argentina, doctora en medicina i activista pels drets de les dones. Fou la primera professora universitària femenina de l'Amèrica Llatina i una de les primeres dones a les quals se'ls permeté d'ensenyar medicina. Fou una investigadora pionera en la salut de les dones, en l'estudi de la utilització de la radioteràpia en lloc de la cirurgia per als tumors uterins i el desenvolupament d'una vaginoscòpia que va revolucionar la cura de la salut de les dones al Brasil. Va establir la primera sala de maternitat i serveis de ginecologia a l'Hospital Militar Central de Buenos Aires el 1925, que va proporcionar els primers serveis d'incubadora al país.
Nascuda en una família rica, els avantpassats de la qual havien lluitat per la independència de l'Argentina d'Espanya, no s'esperava haver de treballar fora de la llar. No obstant això, Ferrari no sols va optar per tenir una carrera, sinó que va insistir a participar en la professió mèdica dominada pels homes. Primer va aconseguir un diploma d'ensenyament i es va convertir en mestra d'escola; després es va graduar en medicina el 1911. Després de completar la seva residència, es dedicà a ensenyar a nivell universitari, però, pel fet de ser dona, tan sols va poder optar a una plaça de professora a l'Escola d'obstetrícia. Indignada, va lluitar durant tretze anys contra els prejudicis que li impedien d'avançar en la seva carrera. El 1927, Ferrari va guanyar la lluita i se li va concedir una càtedra com a suplent. Finalment, el 1939, se li va concedir una càtedra.
Ferrari va fer estudis mèdics addicionals a Europa i als Estats Units, amb l'aprenentatge de tècniques pioneres que portaria després a l'Argentina. Va estudiar la monitorització del tracte urinari a la Facultat de Medicina de París, on aconseguiria el primer diploma mai donat a una dona. Va dissenyar un vaginoscopi, va estudiar radioteràpia a l'Institut Curie, i va realitzar cesàries a la Universitat de Colúmbia. Va ser responsable de portar aquestes innovacions de tornada a l'Argentina i la seva implementació a la unitat ginecològica i de maternitat que es va establir a l'Hospital Militar. Com a feminista compromesa, va establir la Federació Argentina de Dones Universitàries el 1936, i va lluitar pel reconeixement dels drets civils i polítics de les dones. Quan el govern de l'Argentina va donar un gir conservador a finals del 1930, va ser expulsada de l'hospital i més tard, a principis de 1950, de l'ensenyament. Va morir el 1956.

## Primers anys i educació
María Teresa Ferrari Alvarado va néixer l'11 d'octubre del 1887 a Buenos Aires, Argentina, filla de David Ferrari White i Catalina Alvarado. Membres de la seva família es trobaven entre els ciutadans fundadors de l'Argentina: el seu besavi patern, Guillermo Pío White, havia proporcionat diners per ajudar les Províncies Unides del Riu de la Plata en la derrota dels espanyols i el seu besavi matern Rudesindo Alvarado havia servit a l'Exèrcit dels Andes.

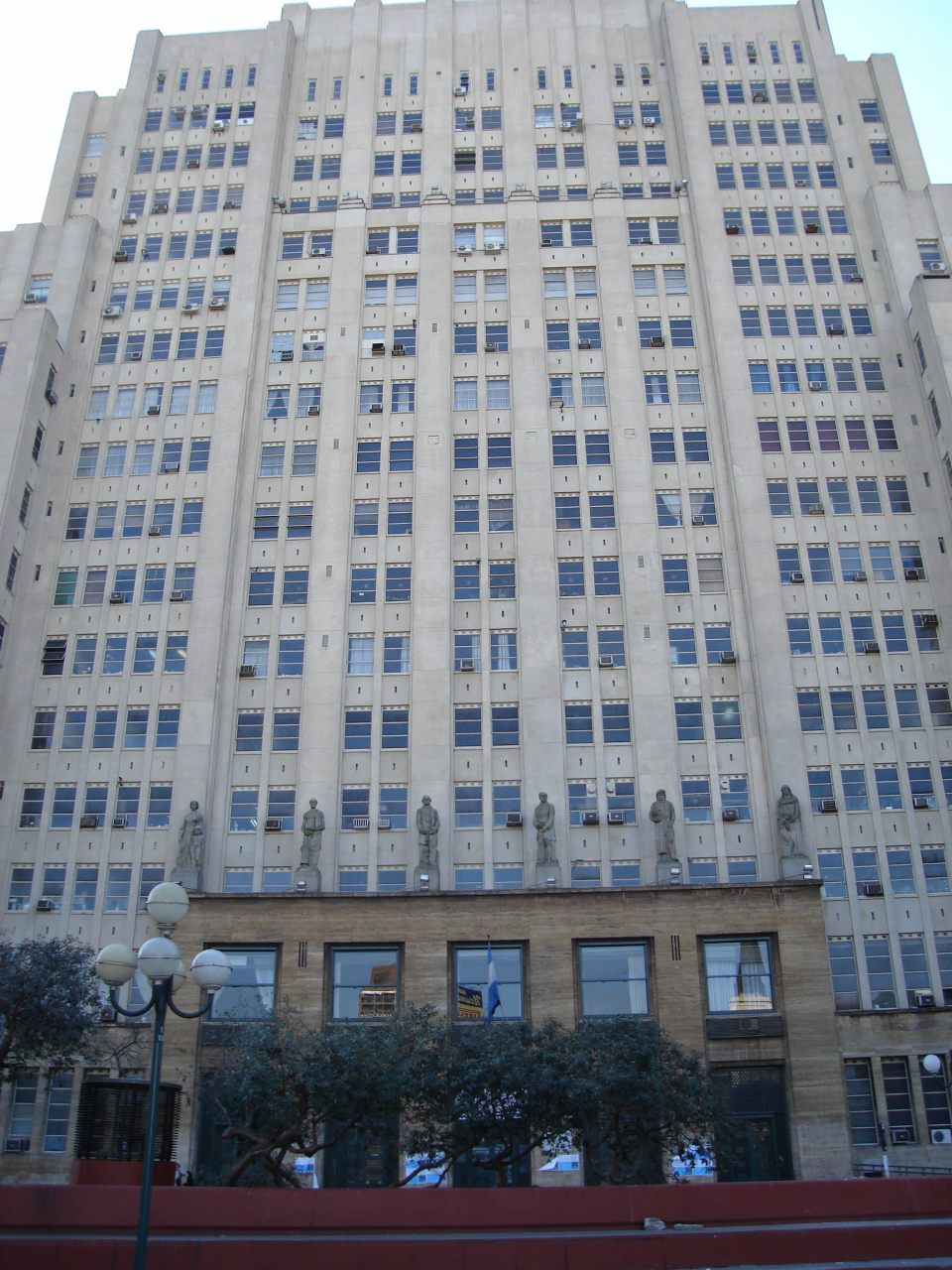
Universitat de Buenos Aires, Facultat de Medicina

Ferrari es va inscriure a l'Escola Número 1 Normal de Buenos Aires, i rebé el seu certificat d'ensenyament el 1903. Per a una dona de la classe social de Ferrari, el treball remunerat era inusual en aquest moment. S'entenia que en cas de necessitat financera les dones pobres podrien fer d'infermera o ensenyar, perquè totes dues feines eren considerades de caritat, però de les dones de classe alta només s'esperava que fossin esposes i mares. Fent cas omís de la convenció, no sols es va embarcar en una carrera de medicina, sinó que també va començar a ensenyar. Ferrari va ensenyar al Col·legi William Morris i a l'Escola Número 3 Bernardino Rivadavia. Ella havia estudiat psicologia en un camp d'avantguarda conegut com a "psicologia experimental" i la va aplicar a les seves classes, coosa que va provocar que les autoritats iniciessin una investigació sobre els seus mètodes d'ensenyament. Se li va permetre continuar amb l'ensenyament, ja que les seves tècniques de motivar els estudiants i estimular-los per aprendre resultaven efectives.
El 1904, Ferrari s'inscrigué a l'escola de Medicina de la Universitat de Buenos Aires sense deixar d'ensenyar. Hi havia hagut cinc altres dones en la història de l'Argentina que ja s'havien llicenciat en medicina, i per bé que no es desitjava la seva inscripció, no hi havia cap precedent legal per impedir el seu ingrés. En el seu primer any, va ser assignada per treballar com a ajudant de Joaquín Llambías en la seva recerca sobre patologia, que va inspirar la seva participació contínua en la investigació mèdica. Ferrari es va graduar el 1911, i aquest mateix any, es va casar amb un altre metge acabat de graduar, Nicolás M. Gaudino. El 1918 la parella va tenir el seu únic fill, Maurio Nicolás Gaudino. Ferrari de vegades és coneguda com a María Teresa Ferrari de Gaudino o simplement María Teresa de Gaudino.

## Carrera

### Lluita per una plaça de professora universitària
El 1914, Ferrari va començar a treballar a la clínica obstètrica de l'hospital Ramos Mejía de Buenos Aires. S'aplicà per ensenyar obstetrícia a la universitat, però va ser rebutjada. En el procediment de l'Honorable Consejo Directivo (HCD) el 23 de juny de 1915, es va dir: "Tot i les seves qualificacions, per raons fisiològiques i psicològiques, les persones del sexe femení no compleixen les condicions necessàries per ser contractades com a professores a la Facultat [de Medicina]". A l'any següent, se li va permetre d'ensenyar a l'Escola de llevadores, però això no tenia el prestigi i credencials d'una plaça de professora a la universitat. Quan es va presentar la possibilitat d'optar a una plaça de professora suplent el 1919, Ferrari va tornar a presentar-se a la universitat, però va trobar oposició. Els membres de l'HCD endarreriren la convocatòria dels membres del jurat per cobrir la vacant fins a 1925, i alteraren les proves: feren cas omís de les recomanacions, i utilitzaren tot tipus d'evasives per impedir el nomenament d'una dona a la càtedra de la Facultat de Medicina. La convocatòria del concurs va acabar amb la declaració vacant de la càtedra. El 1926 va enviar una descripció detallada dels seus èxits al comitè: afirmà que ella havia ensenyat a les escoles secundàries durant 20 anys, havia dedicat 15 anys a la seva especialitat mèdica i s'havia inscrit als cursos universitaris durant nou anys. Un assessor, el Dr. Speroni, després d'haver llegit les seves qualificacions, va enviar un missatge al degà on implorava que l'admetessin, amb l'argument que estava qualificada, havia mostrat dedicació i a l'escola faltava personal. No va ser fins al 1927 que es van reunir els membres del jurat i la seva sol·licitud de professora suplent va ser aprovada per una votació de tretze vots a favor i dos en contra. La notícia del nomenament, per primer cop, d'una dona com a professora universitària a l'Amèrica Llatina va ser notícia en tots aquests països. Els diaris de l'Argentina, inclosos La Prensa, La Nación, La Razón i altres de la capital, El Censor a Gualeguaychú, Los Andes a Mendoza, Buenos Aires Sud a Florencio Varela, i l'italià La Patria degli Italiani i l'espanyol El Diario Español publicaren articles sobre el seu triomf.

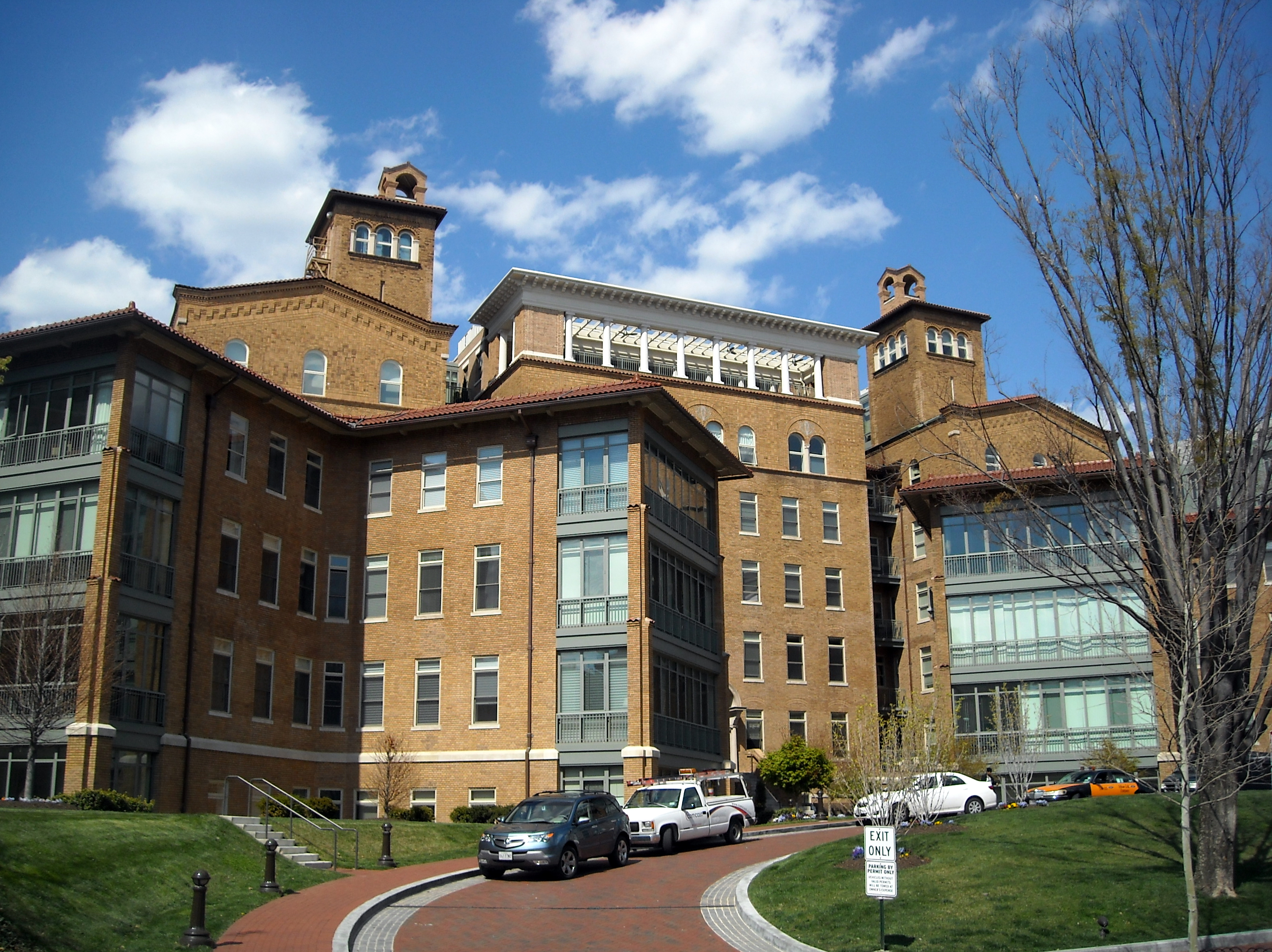
L'hospital Colúmbia per a dones, on Ferrari fou assistent

Mentrestant, en lloc d'esperar una decisió, Ferrari va continuar els seus estudis. Entre 1921 i 1923 va visitar moltes clíniques a Europa, incloses instal·lacions a Àustria, Bèlgica, Anglaterra, França, Alemanya i Itàlia. Fou assistent a la clínica de Marie Curie a París, així com a l'hospital Colúmbia per a Dones a Washington DC. La Facultat de Medicina de París li va atorgar el primer diploma mai donat a una dona per a estudis de monitoratge del tracte urinari. El 1924, va dissenyar un vaginoscopi, que era molt més fàcil d'esterilitzar i era més adaptable a múltiples espèculs que els models anteriors.El dispositiu va millorar significativament els serveis que estaven disponibles per a dones al Brasil, i va aparèixer en els articles del Journal of Gynecology and Obstetrics of Rio de Janeiro. La innovació va guanyar el Gran Premi en el Congreso Hispano Lusitano Americano de Ciencias Médicas, realitzat a Sevilla el 1924.
Ferrari estava particularment interessada en la investigació d'alternatives a la cirurgia i els seus estudis sobre radioteràpia a l'Institut Curie van esdevenir la base per a una tesi de 1928 titulada Tractament de tumors uterins amb radiació. El 1925, va ser nomenada delegada del govern argentí al primer Congrés del Benestar Infantil celebrat a Ginebra. Un dels principals temes de la conferència va ser la formació de llevadores en el part i les pràctiques d'higiene. Quan finalment es va aprovar la seva designació com a professora i va tornar a l'Argentina, es va dur a terme una celebració l'11 d'agost de 1927, al Jockey Club de Buenos Aires, amb la presència del ministre de l'Interior, José Pascual Tamborini, el director de l'Hospital Militar, Alberto Levenne; el seu tutor de recerca, Joaquín Llambías; i col·legues, companys, molts membres de la família i amics. Ferrari fou nomenada cap de ginecologia i maternitat a l'Hospital Militar de Buenos Aires, un càrrec que va mantenir fins al 1939.

### Desenvolupament a meitat de carrera
Ferrari va viatjar a Mèxic, als Estats Units i al Canadà el 1929, on va estudiar durant vuit mesos i va assistir a conferències. Als Estats Units, va participar en una cesària a la Universitat de Colúmbia, amb la qual cosa es convertí en la primera persona argentina a haver realitzat una cirurgia a Washington, DC. El nadó que nasqué com a resultat de la cirurgia va ser anomenat Argentina. El 1930, fou la delegada argentina per al VII Congrés de Medicina d'Amèrica Llatina, realitzat a Mèxic i va presidir-ne la primera sessió general. Hi va presentar tres documents; uns sobre tumors uterins i els altres sobre sífilis. També va ser delegada per al segon Congrés de l'Associació Mèdica Panamericana a Panamà. Entre 1930 i 1932 va tornar als Estats Units per fer estudis addicionals que es van centrar en la colibacilosi, la septicèmia, les infeccions puerperals, i la recerca sobre si es podrien desenvolupar vacunes per prevenir el desenvolupament d'afeccions resultants del part o l'avortament espontani.
El 1936, Ferrari va fundar la Federació Argentina de Dones Universitàries (FAMU) amb l'objectiu de millorar la condició social i jurídica de les dones i, específicament, l'obertura de portes educatives. Va reclutar professionals femenines, incloent doctores, dentistes i advocades, i va organitzar discussions científiques i culturals, i seminaris. La FAMU feia cursos regulars de francès, alemany, educació física i matemàtiques, que oferia a les seves gairebé cent membres. Les limitacions polítiques i civils que amenaçaven les carreres d'aquestes dones eren clarament una preocupació i la declaració oficial de l'organització recolzava el dret al vot com "no una mera aspiració política per a les dones, sinó com un veritable dret adquirit pel sofriment, la feina i les privacions que pateixen les dones...". El 1938, l'organització argentina es va unir a la Federació Internacional de Dones Universitàries, que havia servit com a font d'inspiració de Ferrari.

### Hospital Militar i darrers anys de carrera

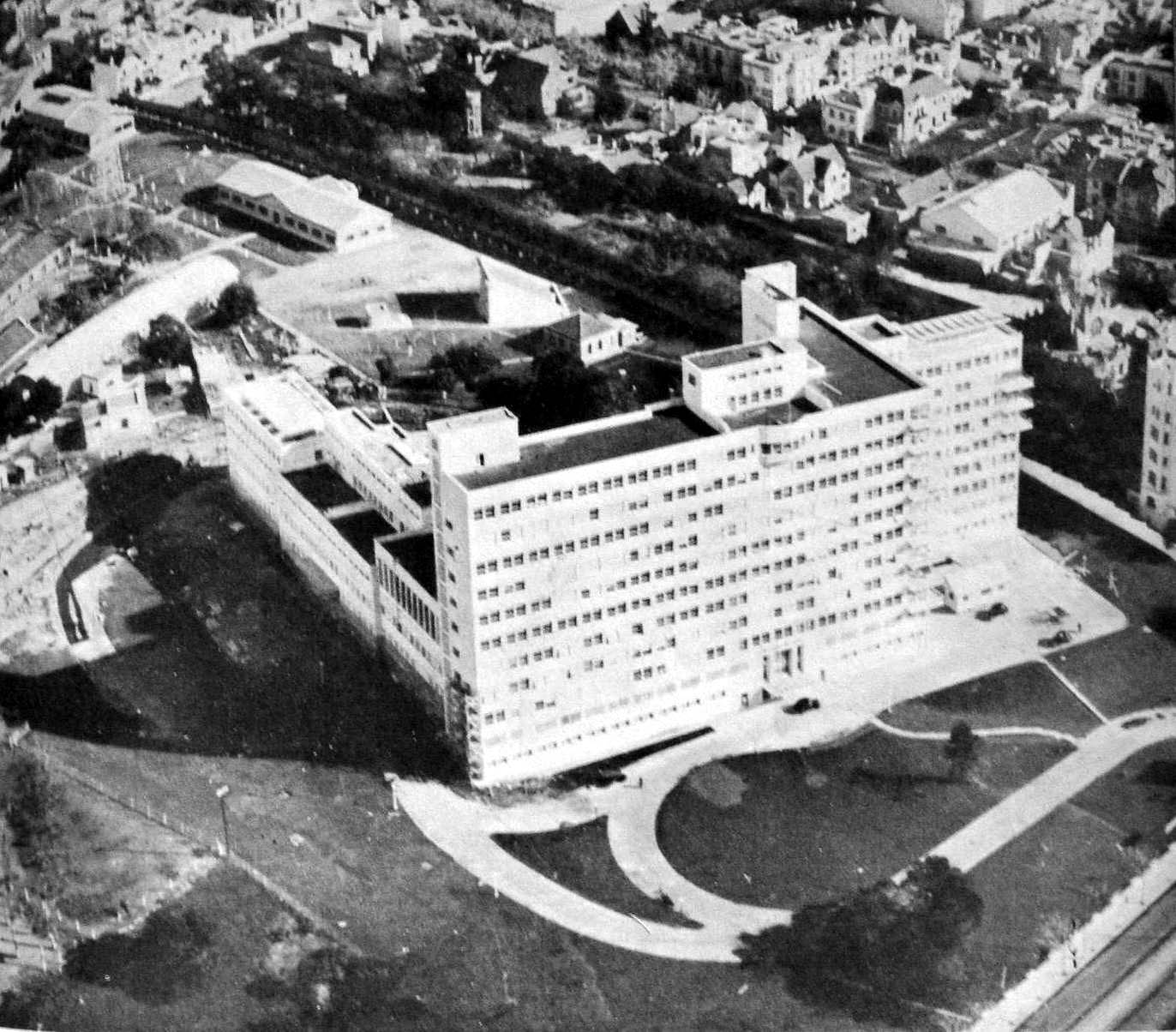
Hospital Militar Central

El 1925, Ferrari va ser cridada per ajudar la muller d'un militar durant el part a l'Hospital Militar Central de Buenos Aires, que no tenia unitat ginecològica. Després que ella proposés que se'n desenvolupés una, Ferrari va començar la instal·lació d'un llit i equip i subministraments donats. La gaseta militar va començar a publicitar que, a partir de juny del mateix any, hi hauria serveis ginecològics disponibles de dilluns a divendres a l'hospital. Quan les esposes dels militars es van adonar dels serveis, el creixement va ser exponencial i al cap de cinc anys, Ferrari havia expandit el servei a dues plantes que albergaven una unitat de maternitat amb dues sales de part, la seva pròpia instal·lació d'esterilització, una unitat de recuperació, i quaranta llits en habitacions privades. També va desenvolupar una petita habitació tancada amb aire purificat i una incubadora, la primera d'aquest tipus a l'Argentina. Ferrari va portar a l'Argentina les tècniques que havia après a l'estranger. Tot i que la radiologia ja s'havia fet en altres parts del món durant dècades, hi havia una resistència a la seva aplicació pels professionals que no hi tenien experiència. Ferrari va insistir que havia de ser introduïda i va lluitar en contra de la pràctica anterior de solucions quirúrgiques per a tots els casos, advocant perquè la cirurgia només s'utilitzés quan fos absolutament necessària. A una commemoració dels 10 anys de la unitat de maternitat van assistir el ministre de Guerra, el director general de Salut, el director de l'hospital i altres alts funcionaris, així com nens nascuts en els últims 10 anys, juntament amb les seves famílies. Una comissió d'esposes d'infants de marina que havien rebut el servei de la unitat de Ferrari va fer una important donació. Malgrat el seu èxit, l'ambient a l'hospital seguia sent hostil. Després del cop d'estat de José Félix Uriburu el 1930 amb el canvi del país a una postura més conservadora durant la Dècada Infame, en última instància, Ferrari es va veure obligada a abandonar l'hospital el 1939.
La decepció de Ferrari per haver d'abandonar l'hospital va ser compensada el mateix any, quan finalment es va convertir en professora a temps complet, i rebé el títol de "professora extraordinària" de la Facultat d'Obstetrícia. Al llarg de la dècada de 1940 va continuar els seus estudis, va viatjar a Cuba, Nova York, Pennsilvània, Perú i Puerto Rico, i va publicar la seva investigació en diverses revistes. El 1946 va renunciar al càrrec de presidenta de la Federació Argentina de Dones Universitàries, però va continuar representant l'organització en conferències, com el Primer Congreso Interamericano de Mujeres, al qual va assistir a ciutat de Guatemala el 1947.

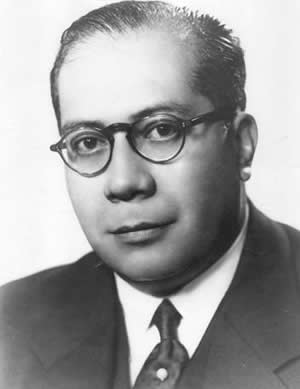
Ramón Carrillo

Després de 43 anys d'ensenyament a l'Escola Normal Núm. 3, Ferrari es va veure obligada a retirar-se per indicacions del Ministeri d'Educació, perquè es va negar a participar en un fons de contribució política. També se li va demanar la renúncia al seu càrrec de professora de Psicologia al Col·legi William Morris. El 1952, en lloc d'unir-se als partidaris de Juan Perón i trair els seus ideals, es va jubilar del tot. Quan va ser elegit, Perón havia instituït una revisió massiva del sistema de salut de l'Argentina; va nomenar Ramón Carrillo ministre de Salut i, en un principi, es van afegir llits d'hospital, es van instituir programes de vacunació, es va endegar una campanya contra la malària i es van fer altres millores. No obstant això, durant la dècada del 1950 es feu evident que les polítiques s'havien aplicat de manera desigual; la seva implementació era erràtica, i l'amiguisme polític treballava en contra de la provisió de serveis de salut per als més necessitats. Dos anys després que Ferrari renunciés, Carrillo també va renunciar, desil·lusionat amb el govern de Perón.
Ferrari fou membre de ple dret de l'Associació Argentina de Cirurgia, l'Associació Mèdica Argentina i la Societat Argentina d'Obstetrícia i Ginecologia de Buenos Aires. Fou també membre corresponent de la Societat de Medicina i Cirurgia de Rio de Janeiro.
Ferrari va morir el 30 d'octubre de 1956 a Buenos Aires.

## Obres selectes
Les obres de Ferrari estan escrites totes en francès o en castellà, i descriuen la seva investigació sobre diversos temes científics i ginecològics. Se'n poden citar les següents:
- Contribución al estudio de la medicación hipofisiaria en Obstetricia (en castellà).  Buenos Aires: Facultad de Ciencias Médicas, 1912.
- Infecciones puerperales. Tratadas por vacunas Coli (en castellà).  Buenos Aires: Anales de Sociedad de Obstetricia y Ginecología, 1914.
- Vagido Uterino (en castellà).  Buenos Aires: Revista Argentina Obstetricia y Ginecología, 1917.
- Tumores del ovario complicando el embarazo, el parto y el puerperio (en castellà).  Buenos Aires: La Semana Médica, 1921.
- Siphilis et Mortalité (en francès).  Buenos Aires: La Semana Médica, 1922.
- Traitement de la sténose du col de l'uterus par Tige Iribarbe (en francès).  París: Boletín de la Société de Gynecolegie et d'Obstetrique de Paris, 1923.
- Vaginoscopio (en castellà).  Buenos Aires: La Semana Médica, 1924.
- Tratamiento de los Fibromas Uterinos por Radio (en castellà).  Buenos Aires: AG Bufarrini, 1928.
- El Radio en la Fibromatosis Uterina (en castellà).  Buenos Aires: La Semana Médica, 1932.
- El Radio frente a la cirugía en el Tratamiento de los Fibromas uterinos (en castellà). 22, 1939.
- Mme. Curie, la Radioactividad y sus proyecciones en a Física y la Terapéutica (en castellà). 10, 1941.
- 570 casos de Fibromas Uterins traités avec succés par la Curieteherapie (en francès).  París: Revue Gynecolegie et Ostetrique, 1947.
- Fibromas Uterins traits avec success par la Curietherapie (en francès).  Praxis: Journal Suisse de Medicine, 1948.
- Tratamiento de la Fibromatosis Uterina por el Radio (en castellà). 7.  Madrid: Toco Ginecología Práctica, 1948.